# 마산삼진고등학교
마산삼진고등학교(馬山三鎭高等學校)는 대한민국 경상남도 창원시 마산합포구 진동면 진동리에 있는 사립 고등학교이다.

## 학교 연혁
- 1972년 12월 29일 : 삼진종합고등학교 설립 인가(설립자 학교법인 해동학원 김봉재 이사장)
- 1973년 3월 9일 : 초대 교장 홍인석 취임
- 1973년 3월 10일 : 개교
- 1976년 1월 8일 : 제1회 졸업식
- 1985년 10월 16일 : 해암학관 및 특별교실 준공
- 1999년 3월 2일 : 마산삼진고등학교로 교명 변경
- 2006년 10월 2일 : 도서관 리모델링
- 2007년 7월 19일 : 과학실 리모델링
- 2012년 6월 11일 : 인조잔디 조성
- 2012년 10월 22일 : 급식소 신축
- 2021년 2월 28일 : 해암미래관(기숙사) 개관
- 2021년 8월 25일 : 제3대 김민수 이사장 취임
- 2023년 2월 9일 : 제48회 졸업식(졸업생 145명, 졸업생 누계 11,531명)
- 2023년 3월 1일 : 제12대 이미영 교장 취임
- 2023년 3월 2일 : 입학생(185명)

## 참고 자료
- 마산삼진고등학교 - 한국교육학술정보원 학교알리미